# Fissidens marginatulus
Fissidens marginatulus là một loài Rêu trong họ Fissidentaceae. Loài này được Meln. mô tả khoa học đầu tiên năm 1959.